# Киро Галазовски
Киро Галазовски (на македонска литературна норма: Киро Галазовски) е офицер, бригаден генерал от Северна Македония.

## Биография
Роден е на 19 юли 1957 г. в Пехчево в семейството на Стайо и Мария. През 1976 г. завършва военна гимназия в Белград, а през 1980 г. завършва артилерийски профил във Военната академия на Сухопътните войски на ЮНА. От 1980 до 1982 г. е командир на взвод в Риека. След това до 1986 г. е командир на батарея в същия гарнизон. Между 1986 и 1992 г. е офицер по оперативните и практическите въпроси в Риека и Калинович. След това влиза в армията на Република Македония. В периода 1992 – 1998 г. е помощник-командир по организационно-мобилизиционните въпроси в Щип. Между 1998 и 2000 г. е помощник-командир по логистиката в гарнизона в Куманово. От 2000 до 2001 г. е началник на С-1 и С-4 в бригадата в Щип. В периода 2001 – 2003 г. е началник-щаб на същата бригада. През 2002 г. завършва Команднощабната академия на Военната академия „Михайло Апостолски“ в Скопие. От 2003 до 2006 г. е заместник-командир на бригадата. През 2006 г. завършва Военна школа в Загреб. Между 2006 и 2008 г. е командир на бригада в Кичево. В периода 2008 – 2011 г. е заместник-командир на Обединеното оперативно командване в Куманово. От 2011 до 2012 г. е командир на Обединеното оперативно командване. Излиза в запаса през октомври 2012 г..

## Военни звания
- Подпоручик (1980)
- Поручик (1981)
- Капитан (1984)
- Капитан 1 клас (1989)
- Майор (1994)
- Подполковник (1999)
- Полковник (2003)
- Бригаден генерал (2007)

## Награди
- Орден за военни заслуги със сребърни мечове;
- Медал за воени заслуги;
- Медал за 40 години ЮНА;
- Медал за 50 години ЮНА;
- Плакета на АРМ от началника на Генералщаба на АРМ през 2012 година.